# Фиолич, Иван
И́ван Фио́лич (хорв. Ivan Fiolić; 29 апреля 1996 года, Загреб) — хорватский футболист, играющий на позиции полузащитника. Ныне выступает за клуб «Горица».

## Карьера
Иван Фиолич начинал карьеру футболиста в загребском «Динамо». 10 мая 2014 года он дебютировал в Первой хорватской лиге, выйдя в основном составе в гостевом поединке против команды «Истра 1961». Летом 2015 года Фиолич стал игроком «Локомотивы». 20 июля того же года он забил свой первый гол в рамках Первой хорватской лиги, отметившись в домашней игре с «Истрой 1961». Отыграв за «Локомотиву» один сезон Фиолич вернулся в «Динамо», первоначально на правах аренды.

## Достижения
«Динамо Загреб»
- Чемпион Хорватии (1): 2013/14, 2014/15
- Обладатель Кубка Хорватии (2): 2014/15, 2016/17